# Sint-Andries (Brugge)
Sint-Andries is een plaats in de Belgische provincie West-Vlaanderen, vroeger een onafhankelijke gemeente en sinds 1 januari 1971 een deelgemeente van de provinciehoofdstad Brugge. Sint-Andries ligt ten westen van de historische binnenstad. De deelgemeente heeft een oppervlakte van 20,65 km² en telt 19.818 inwoners (2014). Het had vroeger heel wat kastelen en kasteeltjes op zijn grondgebied, maar vele daarvan zijn ondertussen afgebroken.

## Geschiedenis

### Oudste bewoning
De oudste sporen van bebouwing kwamen aan het licht bij opgravingen in 1997-1998. In de buurt van de Refuge en de Zandstraat werden artefacten en fragmenten van werktuigen teruggevonden die te situeren zijn in de late steentijd, het neolithicum, of het begin van de metaaltijden, de vroege bronstijd. Putten uit de metaaltijden wijzen op een pre-Romeinse aanwezigheid, weliswaar in beperkte mate. De onderzochte Romeinse sporen zijn vooral in verband te brengen met een omgrachte nederzetting met bijhorend grafveldje. De bewoning van de site is duidelijk in verschillende fasen op te splitsen.
Bewoningssporen uit de Merovingische periode werden aangetroffen bij opgravingen in de verkaveling van de Kosterijstraat. De vondsten in de Refuge en de Kosterijstraat illustreren bewoning in de Karolingische periode. De domeinen Beisbroek en Tudor maakten in de 7de eeuw deel uit van het Merovingische kroondomein Snellegem. In de 9de eeuw kwam het in handen van Boudewijn I, de eerste graaf van Vlaanderen. Het oostelijke deel was erg moerassig en was gekend onder de naam "Bencebruch". Het was een complex broeken en maakte tot de 10de eeuw deel uit van het grafelijk domein Snellegem.

### 10e - 15e eeuw
Het grondgebied van Sint-Andries en Sint-Baafs was verdeeld over de heerlijkheid van Straeten en het ambacht van Sijsele. De heerlijkheid van Straeten, onderdeel van het ambacht van Straeten en reeds vermeld in 941, oorspronkelijk deel uitmakend van het domein Snellegem, strekte zich uit over Sint-Andries en Varsenare en was als rechtstreeks leengoed van de graaf. De kasteelsite van Straeten bestaat nog steeds in Varsenare. Straeten was opgesplitst in kleinere heerlijkheden zoals Messem en Coudekeuken (Koude Keuken). Het grondgebied van Sint-Baafs behoorde tot het ambacht van Sijsele.
Vroegmiddeleeuwse nederzettingskernen werden aangetroffen in de verkaveling Molendorp. Daar werden verschillende waterputten en paalgaten teruggevonden. Tancmar, heer van Straeten, wilde een klooster stichten op zijn grondgebied. De heerlijkheid was gelegen in de hoek waar drie wegen samenkwamen in Brugge. De weg naar Cassel langs Wijnendale, de weg van Oudenburg op Brugge en die van Gistel. Vanaf de stichting van de Sint-Andriesabdij loopt de geschiedenis van Sint-Andries hier parallel mee. Het charter van de stichting van de abdij dateert van 22 februari 1100, de bekrachtiging door de graaf in juni 1100. De eerste monniken kwamen aan op 1 augustus 1117. In de loop van de 12de eeuw waren er problemen met de moederabdij met als gevolg dat ze in 1187 een erkenning van hun klooster als onafhankelijke abdij aanvroegen. Na veel problemen begon de abdij haar onafhankelijk bestaan op 25 maart 1188. De abdij van Sint-Andries had door de doordachte verwervings- en aankooppolitiek een groot deel van Sint-Andries in haar bezit. De Sint-Andriesabdij kwam in bezit van alle gronden gelegen tussen de Torhoutse Steenweg en de Gistelse Steenweg, vanaf de parochiekerk tot aan de huidige abdij. Rond 1115 werd het domein van "Beysbroeck", de oostelijke helft van de oude fiscus Snellegem, door graaf Boudewijn VII Hapken aan de Sint-Andriesabdij geschonken, er werd een hoeve gebouwd die tot aan de afschaffing van de abdij door haar werd uitgebaat. De 13de eeuw betekende voor de Sint-Andriesabdij een periode van belangrijke economische ontwikkelingen. Ze was gedurende eeuwen feitelijk de grootste machtsfactor op het grondgebied. Hierdoor is er relatief weinig bebouwing. In 1348 stond de Sint-Andriesabdij vijftig hectare grond af aan enkele poorters voor het bouwen van een kartuizerinnenklooster Sint-Anna-ter-Woestijne, gelegen tussen de Doornstraat, de Diksmuidse Heerweg en de Zeeweg. Het klooster was gelegen binnen een brede omwalling.
De parochie van Sint-Baafs werd reeds vermeld in 1216 en behoorde tot het patronaat van de bisschop van Doornik, zoals de Sint-Salvatorskerk.
Door de vlugge ontwikkeling tijdens de 12de en 13de eeuw kreeg Brugge in 1275 toestemming van de gravin Margaretha van Constantinopel haar grondgebied rond de stad uit te breiden. Het gebied werd voorzien van palen, vandaar de naam "Paallanden".
Ten noorden van het territorium van de Sint-Andriesabdij bevinden zich de oude kasteelsites. De site "Koude Keuken" werd reeds vermeld in 1326 en was een belangrijke heerlijkheid en leengoed van de Burg van Brugge. Het kasteel behield na de restauratie circa 1900, naar ontwerp van architect Charles De Wulf, gedeeltelijk de oude structuur, weergegeven bij Sanderus (1641). Het kasteel Messem, leen van de Burg van Brugge, bestond reeds in 1310. In de 18de eeuw werd er een zomerverblijf gebouwd terwijl het neerhof met duiventoren uit de 17de eeuw dateert. Het enige dat overblijft van de site is de hoeve en een deel van de vroegere duiventoren geïntegreerd in een nieuw volume. "'t Hof ter Zaele" is gelegen tussen Ter Lucht en Noordveld. Het was een leengoed afhankelijk van het Hof ter Straeten en dat onder het gezag stond van de Burg van Brugge. Thans heeft het boerenhuis een typisch 18de-eeuws uitzicht met mansardedak en interieuraankleding.
Tussen de Legeweg en het kanaal Brugge-Oostende en ook in het stuk ten noorden van de vaart (de Moeren) hadden verschillende Brugse kerkelijke instellingen gronden liggen: het Sint-Janshospitaal, de Sint-Andriesabdij, het Magdalenagodshuis, de kerk van Sint-Baafs, hospitaal van de Potterie, enz. De hoeve "De Potterie" wordt reeds vermeld in een oorkonde daterend van 9 september 1279 en was eigendom van het klooster der Potterie. Tot op heden bestaat die hoeve aan de Legeweg 327, met imposante bergschuur. Reeds in 1261 was een galg, eigendom van de stad Brugge, in gebruik aan de Diksmuidse Heerweg. De naam van het Galgenbos herinnert hier nog aan, hoewel de galg zelf buiten het huidige bos gestaan moet hebben. In 1292 kocht de stad Brugge een stuk grond in de omgeving van de huidige Magdalenastraat. Daar werd de stadsvijver gegraven voor de waterbevoorrading van de stad Brugge via een moerbuis en de boterbeek. In 1382-1384 volgde een verdieping en verbreding van de stadswallen waardoor het waterreservoir overbodig werd. Later werden na demping van de vijver pesthuizen op die plaats gebouwd.

### 16e - 17e eeuw: godsdiensttroebelen
Een beeld van het toenmalige Sint-Andries is te verkrijgen aan de hand van de kaart van het Brugse Vrije van de hand van Pieter Pourbus. Het plan werd vervaardigd tussen 1561-1571 en brengt een weergave van hoeves en kasteeldomeinen en vormt als dusdanig een belangrijke iconografische bron die een inzicht biedt in de structuur van de gebouwen, de straten en de verhouding tussen bebouwde en niet bebouwde ruimten.
In 1566 vond de godsdienstoorlog plaats. De alleenstaande kloosters zoals het klooster van Sint-Anna-ter Woestijne ontsnapten niet aan de godsdiensttroebelen en moesten vluchten binnen de muren van de stad Brugge. In 1577 volgde de sloop van onder meer de Sint-Baafskerk en het Magdalenahospitaal op bevel van de stedelijke overheid. In 1580 werd het klooster van Sint-Anna-ter-Woestijne en de Sint-Theobaldkapel afgebroken naar aanleiding van de godsdiensttroebelen. Ook de parochiekerk van Sint-Baafs ontsnapte niet aan de godsdiensttroebelen en werd in 1612 volledig gesloopt. In 1610 kregen de bewoners toelating om een nieuwe kerk te bouwen, maar van deze toelating werd geen gebruik gemaakt. De parochie werd in 1647 afgeschaft en weer bij Sint-Salvators gevoegd. Ook hoeves hadden te lijden onder de godsdiensttroebelen. De hoeve "De Friessche schuur" (Legeweg) met imposante toegangspoort dateert vermoedelijk uit de 17de eeuw en is tot stand gekomen na een periode van godsdienstoorlogen.
In de loop van de 16de eeuw ontstonden een aantal kasteeldomeinen. Het kasteel Steentien, vermeld en afgebeeld in het werk van Sanderus (1641), was een belangrijke site. In 1618 werd het vermeld als "Huis van plaisance". Het huidig uitzicht dateert van 1870 en is het resultaat van een vergroting en gedeeltelijke heropbouw van kasteel.

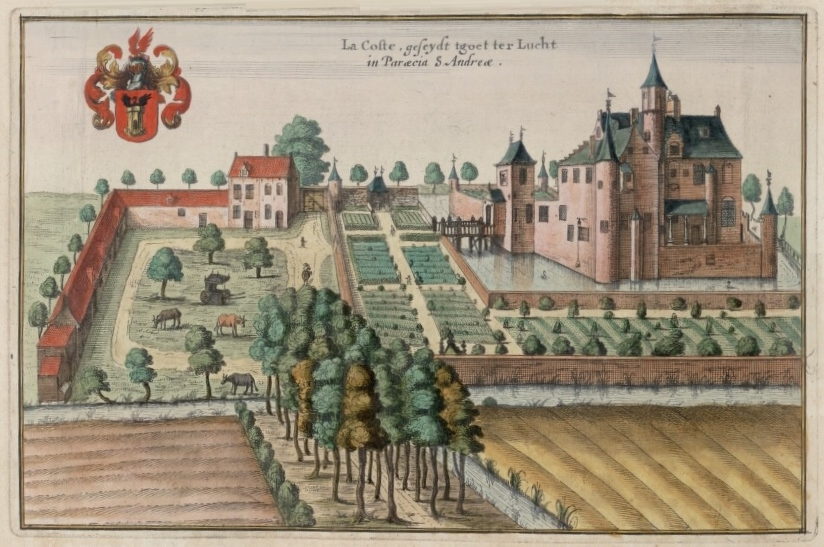
Kasteel Ter Lucht - Afbeelding uit Flandria Illustrata (1641)

Het "Kasteel Ter Lucht" met bijhorende hoeve en kapel van Onze-Lieve-Vrouw van 't Boompje, met het tot op heden gaaf bewaarde 18de-eeuwse interieur deels van de hand van Pieter Pepers, werd op initiatief van Andries de la Coste gebouwd. Het huidig uitzicht van het kasteel is het resultaat van een restauratie waarbij een deel van de oude kern werd bewaard.
Het domein "Bloemendale" vertoont de typische opper- en neerhofstructuur. Door de eeuwen heen onderging het verschillende verbouwingen. De hoeve verschuilt achter de gevels in historiserende stijl een oudere kern. Ook het kasteel, verbouwd in 1908 volgens de toen heersende stijl, verschuilt een oudere kern.

### 18e - begin 19e eeuw: Oostenrijkse Nederlanden en Frans bewind
De kaart van de Oostenrijkse Nederlanden, opgemaakt door de Oostenrijkse graaf de Ferraris in 1770-1777, geeft een beeld van de bebouwing in de parochie. In de dorpskern vallen de kerk en de kloostergebouwen op met aan de overzijde de pastorie, de woning van de koster en een herberg. Ook die gebouwen hielden verband met het klooster. De weg naar Gistel was een kronkelende weg afgezoomd met bomen.
De Torhoutse Steenweg werd in 1751 aangelegd, in het tracé van een reeds bestaande aarden weg, in één rechte lijn en afgeboord met bomen. Het initiatief ging uit van Karl-Theodor von Neuberg, heer van Wijnendale, die het wegtraject Brugge–Roeselare–Menen wilde verbeteren. In 1754 waren de werken voltooid. Er ontstonden toen "diligence"-verbindingen tussen Brugge en Menen.
De Gistelse Steenweg werd rond 1775 aangelegd (verbreed, rechtgetrokken en verhard) en voorzien van twee bomenrijen van afwisselend abeel en beuk. Hiervoor was baron le Bailly de Tilleghem initiatiefnemer. Tussen de Smedenpoort en het dorp van Sint-Andries waren velden en weiden aanwezig. Er stonden zeven woningen aan Petit Paris, verder "De Witten Beer" aan het kruispunt met de Torhoutse Steenweg, "Het Pannehuis" aan de splitsing met de Zandstraat, de "Raverie" en de "Lange Munte", twee tegenover elkaar gelegen herbergen, dicht bij het oude Sint-Baafs. Op het dorpsplein stonden drie huizen aan de kant van de kerk en zes aan de overkant, de pastorie en een rij kleine huisjes. Van het dorp tot de grens met Varsenare trof men aan der rechterzijde slechts drie landelijke woningen. Er was dus weinig bewoning langs de 3,8 km lange weg.

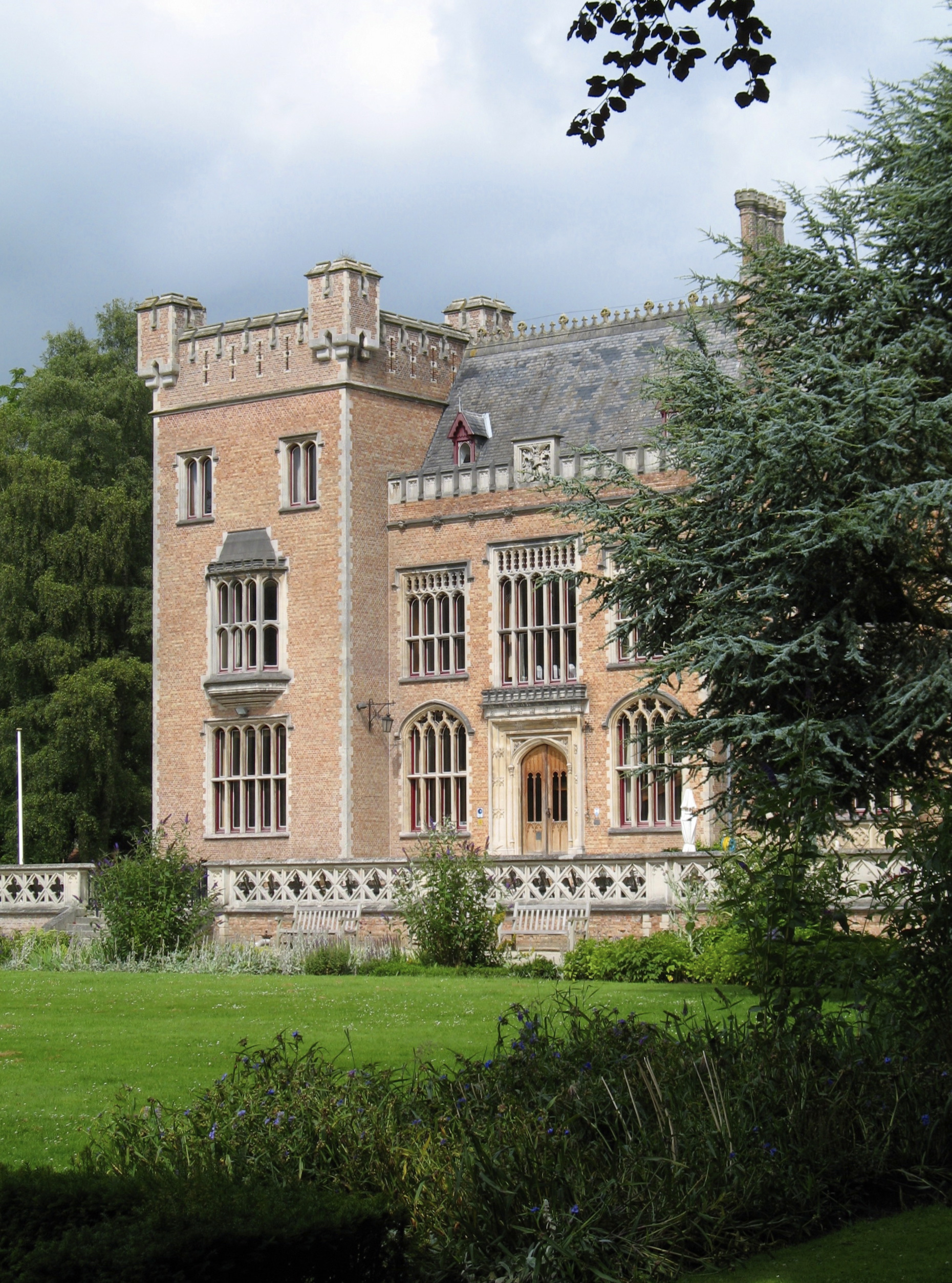
Kasteel Tudor

Onder het Frans bewind werden in 1796 de parochies Sint-Andries en Sint-Baafs één gemeente, samen met de voormalige Paallanden. Als gevolg van de sekwestratie van religieuze gebouwen werd de Sint-Andriesabdij in 1797 verkocht als "nationaal goed". Bijna onmiddellijk hierna werden de abdijgebouwen gesloopt en de kunstschatten en het meubilair verkocht. Ook het domein Beisbroek, eigendom van het klooster, werd in 1798 verkocht. Het deel ten zuiden van de Diksmuidse Heirweg werd eigendom van Emmanuel van Outryve d’Ydewalle, het deel ten noorden van zijn schoonbroer Jacques de l'Espée. Op de gronden van de familie van Outryve d'Ydewalle werden de kastelen Perenboomveld, Tudor en Ter Heide gebouwd. Het kasteel Perenboomveld verschuilt achter zijn neorococo-uitzicht van 1899-1903 een oudere kern. Het kasteel Tudor, in dezelfde periode gebouwd, illustreert de tudorstijl.
De familie de l’Espée liet het kasteel Beisbroek rond 1835 bouwen in sobere classicistische stijl. De heide werd ontgonnen door aanleg van voornoemde bossen of door omvorming tot weide of akkerland.
Ook de invloed van Napoleon in de architectuur liet zich gelden. Baron Anselme de Peellaert, kamerheer van Napoleon, wilde een volledig complex bouwen dat moest ingericht worden om er de keizer te ontvangen. De bouwplannen van 1808 voorzagen in de bouw van een kasteel met middenstuk en twee zijvleugels, alsook een hoeve en de aanleg van de tuin in Egyptische stijl, verwijzend naar de overwinningen van Napoleon in de Egyptische veldtochten. Uiteindelijk werd slechts één vleugel opgericht, de manoir Het Forreyst.

### Ingrijpende veranderingen in de 19e eeuw
In 1837 startten onteigeningen op het grondgebied Sint-Andries voor de aanleg van de spoorlijn Brugge - Oostende. De domeinen Bloemendale en Ter Lucht verloren hierdoor een deel van hun gronden. In 1838 volgde de inwijding van de spoorlijn. De spoorweg liep aan de noordzijde over de gemeente, ongeveer evenwijdig met het kanaal Brugge-Oostende.
De tyfusepidemie van 1847-1848 werd gevolgd tussen 1875 en 1900 met meer dan een verdubbeling van het inwonersaantal. Rond 1900 was er een grote bevolkingsaangroei aan de zijde van Smedenpoort, op de oude parochie Sint-Baafs, die steeds als een tweede bewoningskern in de gemeente leefde.
Tot het midden van de 19de eeuw was Sint-Andries een hoofdzakelijk agrarische gemeente (in het noorden) met een rijke bebossing (in het zuiden). De bewoningskernen concentreerden zich rond de kerk van Sint-Andries en de kerk van Sint-Baafs (nabij samenkomst van Torhoutse en Gistelse Steenweg), waarbij deze laatste doorliep tot tegen de stadsomwallingen van Brugge.
Industriële activiteiten waren zeer beperkt en vooral op bevoorrading van Brugge gericht. Vanaf de tweede helft van de 19de eeuw ontwikkelden zich (eerst kleine) semi-industriële activiteiten, later aangevuld met bedrijven die de Brugse binnenstad ontgroeid waren: borstelfabrieken, kantnijverheid, brouwerijen, tuinbouwbedrijven, suikerfabriek aan Waggelwater en aan Gistelse Steenweg, petroleumopslagplaatsen en andere. De oprichting van een borstelfabriek Delhaize tussen de Legeweg en de Gistelse Steenweg, naast de Lange Vesting, in 1884 illustreert dit. Door de bouw van een spoorwegtalud en door de brand in 1910 verhuisde de borstelfabriek naar de Steenkaai op Sint-Pieters. In de Lange Vesting werd een rij arbeiderswoningen gebouwd.
Vanaf de 19de eeuw bouwden de rijke burgerij en gefortuneerde industriëlen en buitenplaatsen. Voorbeelden hiervan zijn het "Wit Huis" (Gistelse Steenweg 30), "Het Craeynest" (Gistelse Steenweg 700), "Huis de Reeck" (Lange Vesting 112), "Noordveld" (Hogeweg 158), het kasteel "Noornburg" (Waggelwaterstraat 19).
Kasteelparken rondom de kastelen en buitenplaatsen hebben meestal een oudere structuur die in de loop van de 19de-begin 20ste eeuw omgevormd tot Engelse landschapstuin.
De verkoop en verkaveling van het terrein van "De Witte Beer" in 1898 op de splitsing van de twee steenwegen was de aanzet voor het ontstaan van een aaneengesloten bebouwing langs de Gistelse Steenweg en de Torhoutse Steenweg die geleidelijk aan wordt dichtgebouwd. De eerste woningen werden opgetrokken in een eclectische of een historiserende stijl. De 19de-eeuwse burger- en herenhuizen zijn voorzien van een neoclassicistische bepleistering. Omstreeks de eeuwwisseling werden de gevels uitgevoerd in eclectische of neostijl zoals de neo-Brugse en de neo-Vlaamse renaissancestijl.
Het bouwen van een aantal kapelletjes op het grondgebied Sint-Andries getuigde van een toenemende volksdevotie. Sommige werden gebouwd in nabijheid van een kasteel. In 1873 werd een kapel gebouwd bij het kasteel Messem in opdracht van Cesar de la Fontaine. In 1875 werd een kapel gebouwd bij de oprit van het kasteel Steentien in opdracht van Edouard Coppieters Stochove. In opdracht van mevrouw Charles van Outryve d'Ydewalle werd een grot van Onze-Lieve-Vrouw van 't Veld in 1882 in de Zeeweg gebouwd. Ook de reeds bestaande kapel van Onze-Lieve-Vrouw van 't Boompje werd in 1840 verbouwd in opdracht van Julien d'Hanins de Moerkerke, toenmalig eigenaar van het nabijgelegen Ter Lucht.
Reeds in 1829 werd een eerste gemeenteschool voor jongens en meisjes opgericht. In 1848 werd een school uitsluitend voor meisjes opgericht. De tot op heden bestaande school langs de Gistelse Steenweg werd gebouwd in 1875 samen met het bijhorende klooster in vereenvoudigde neogotische stijl. De jongensschool werd in 1879 gebouwd in de Koning Leopold III-laan.

### 20e eeuw

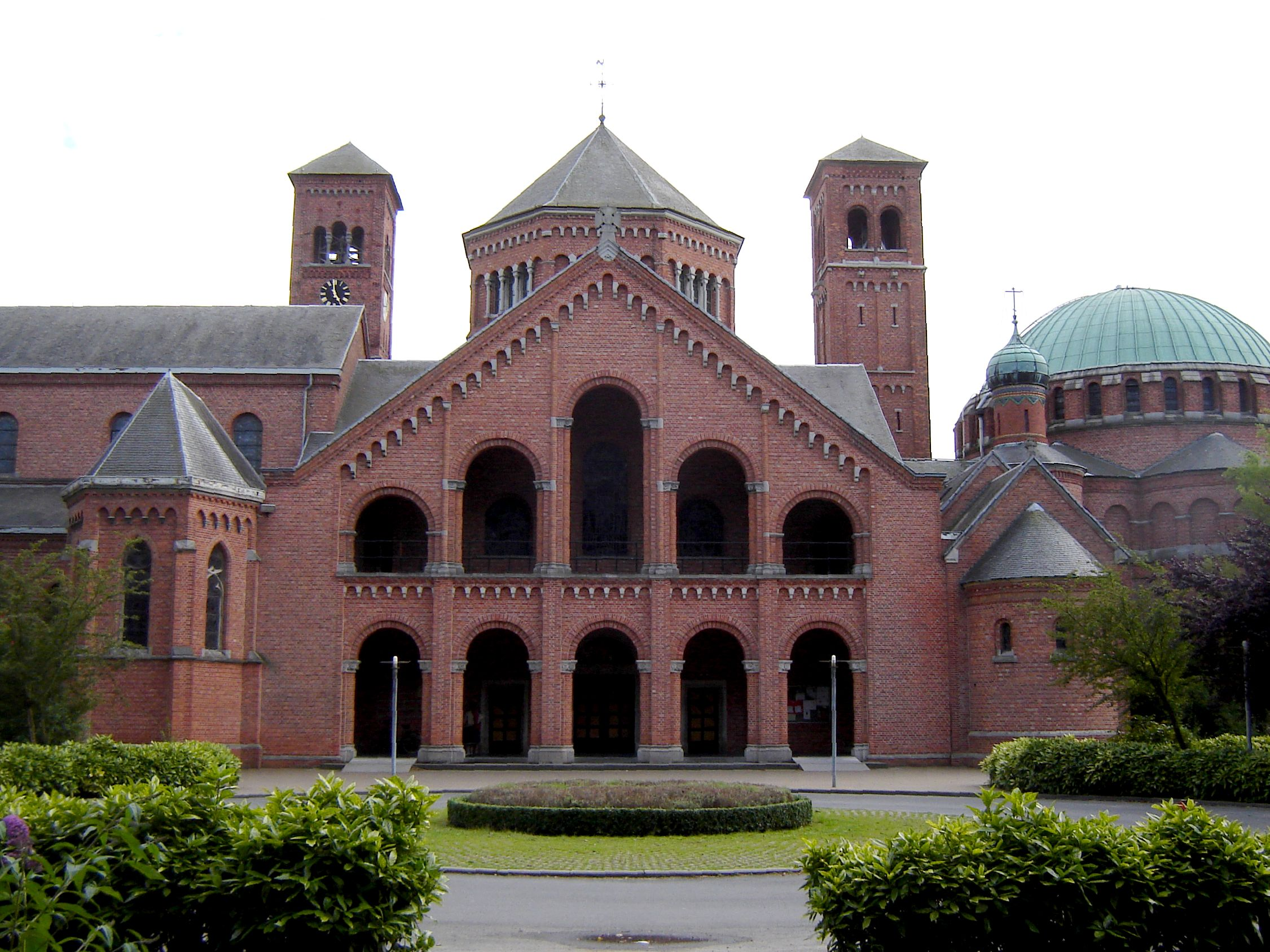
De Sint-Andriesabdij Zevenkerken

In het begin van de 20ste eeuw stonden een aantal grote projecten op stapel. In 1900 werd grond ter beschikking gesteld uit het domein Beisbroek voor de oprichting van een abdij. De Sint-Andriesabdij Zevenkerken kwam tot stand rond 1900. Sinds 1910 is er een abdijschool verbonden aan de abdij. De abdij werd gesticht als opleidingscentrum voor missionarissen (Brazilië en Congo), deels gefinancierd door de kostschool voor jongens uit de burgerij en de adel. De figuur van Dom van Caloen staat centraal bij de stichting van de abdij. Het is een uniek voorbeeld van een abdij in neoromaanse stijl. Qua structuur sluit ze aan bij de klassieke kloosterindeling.
In 1901 werd 18 ha 65 a van het grondgebied van de gemeente Sint-Andries bij Brugge gevoegd, zodat de oppervlakte daarna nog 2013 ha 35 a bedroeg.
De Refuge of vrouwengevangenis, in neogotische stijl, werd in de jaren 1902-1914 op Hospice-gronden gebouwd. Het gehele complex, bestaande uit gebouwen, hofstede en ommuurde tuinen en gronden, beslaat twee hectare oppervlakte. In 1934 werden nog twaalf hectare wei- en akkerland gekocht.
Op de plaats waar nu de Sint-Baafskerk staat, lag vroeger het "Rattenplein", een terrein dat oorspronkelijk werd gebruikt om foxterriërs op ratten te laten jagen, een soort dierengevechten die in de 19de eeuw erg populair was. Het was tevens het eerste terrein waar Club Brugge in zijn beginjaren zijn thuiswedstrijden afwerkte, tot het in 1912 verhuisde naar De Klokke, een eind westelijker langs de Gistelse Steenweg. Het terrein was vrij groot en omheind, en zelfs van een kleine tribune voorzien. Vanaf het eind van de 19de eeuw werd het verhuurd aan Club. Ook Cercle Brugge speelde in zijn beginjaren op enkele locaties in die omgeving: van 1901 tot 1911 op een terrein aan de Gistelse Steenweg, tegenover de herberg Petit Paris, van 1912 tot 1923 op een terrein iets verderop, nabij de Canadasquare, en van 1923 tot 1975 opnieuw enkele honderden meters verderop, in het Edgard De Smedtstadion, waar de nu het Edgard De Smedtplantsoen en de Magdalenazaal gelegen zijn.

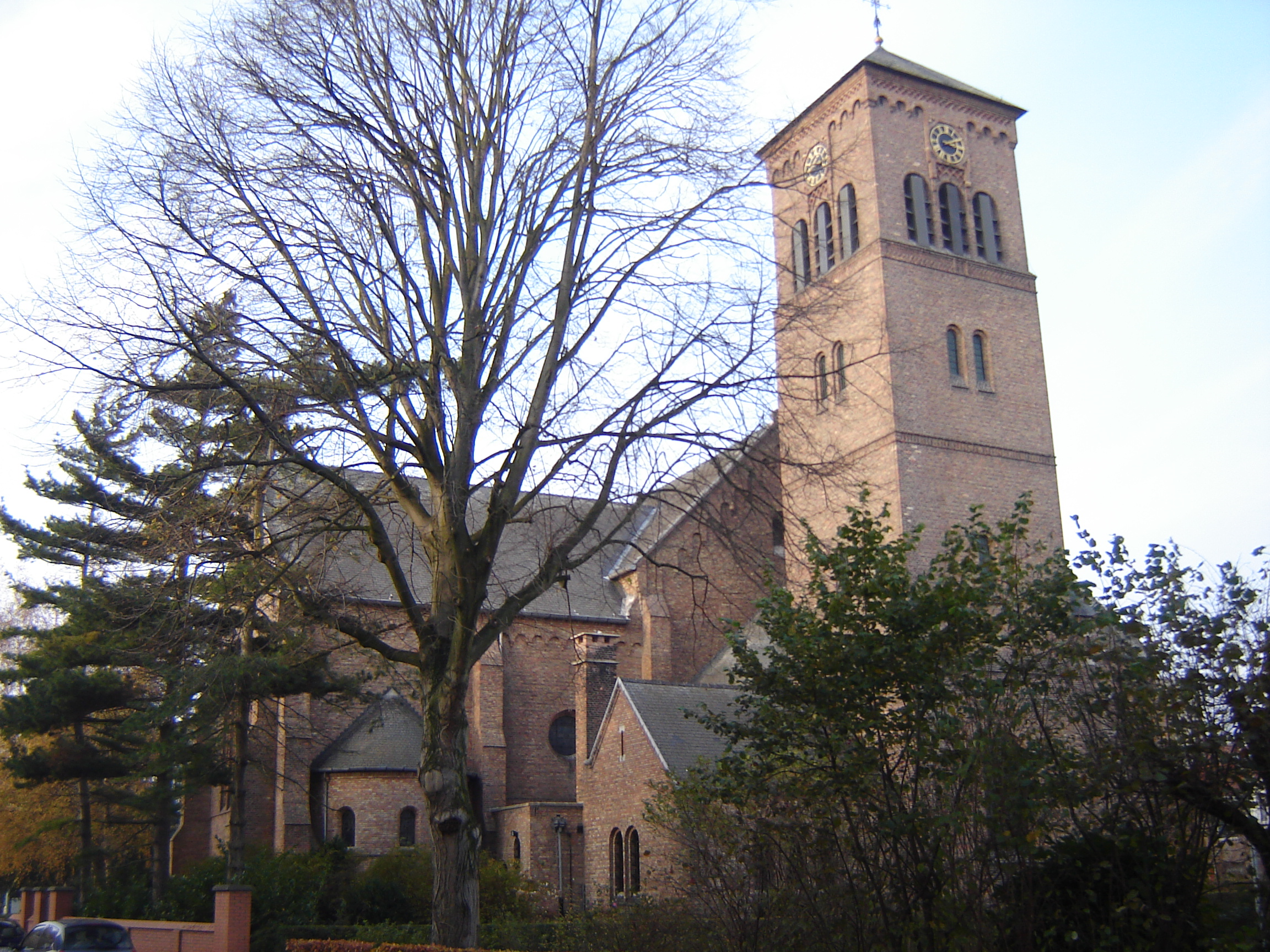
De Sint-Baafskerk

Tussen 1900 en 1914 steeg de bevolking van Sint-Andries met vijftig procent, waardoor er nood was aan de oprichting van een nieuwe Sint-Baafsparochie in 1912. De huidige kerk, gelegen op het vroegere Rattenplein, dateert van 1934 en is een ontwerp van de architecten Jozef en Luc Viérin. In die periode werden de belangrijkste wegen, zoals de Gistelse Steenweg en de Torhoutse Steenweg, verder volgebouwd. Er zijn enkele schaarse voorbeelden waar art-nouveau-invloed aanwezig is.
De jaren 1930 betekenden voor de gemeente opnieuw een toename van de bevolking, met als gevolg dat nieuwe straten werden aangelegd en systematisch volgebouwd, zoals onder meer de 18-Oktoberstraat en de Riethuisstraat. Na de Eerste Wereldoorlog kwamen verschillende strekkingen tot uiting. Enerzijds werden woningen opgetrokken in historiserende stijl en anderzijds de meer art-deco-getinte vormentaal. Nieuw aangelegde straten werden volgebouwd met woningen in vereenvoudigde modernistische stijl. Er was ook ruimte voor de meer vooruitstrevende architectuur aansluitend bij de internationale "moderne stijl".
Uit de jaren 1940 en 1950 is geen vermeldenswaardige nieuwbouw voortgekomen. Tegen het eind van de jaren 1950 startte men met het bouwen van appartementen. Vanaf de jaren 1960 werden de vrijgekomen hovenierslanden verkaveld en bijhorende landhuizen en kasteeltjes afgebroken. In versneld tempo werden nieuwe straten aangelegd en appartementsgebouwen en huizen opgetrokken om tegemoet te komen aan de steeds groeiende vraag naar huizen buiten de stadskern.
Voor het aanleggen van een aantal grote verkavelingen en nieuwe straten werden gronden van adellijke families bouwrijp gemaakt. Zo werd in 1964 gestart met de verkaveling van het gebied tussen de huidige expresweg N31, de Zandstraat en het domein Koude Keuken, toen grotendeels eigendom van Christian van Caloen de Basseghem–Gillès de Pélichy en erfgenamen van Eugène Kervyn de Lettenhove. Dit gebied kende een expansie tot in de jaren 1980 en tot aan de spoorweg Brugge - Oostende. Een wijk van 25 ha, het zogenaamde Blijmare, ontwikkelde zich tussen het kasteeldomein Koude Keuken en de spoorweg naar Oostende. De strook tussen de spoorweg en het kanaal naar Oostende bleef behouden als landbouwzone. De Hermitage, een nieuwe wijk gelegen tussen de Leopold III-laan, de Doornstraat, de Oude Sint-Annadreef en de Diksmuidse Heerweg, werd eveneens aangelegd naar aanleiding van de grote bevolkingstoename in de jaren 1960-1965. Het structuurplan voorzag in de bouw van individuele woningen, sociale woningen aangevuld door een ruimte voor een tweetal schooltjes, enkele winkels, groenpartijen en andere nutsvoorzieningen.

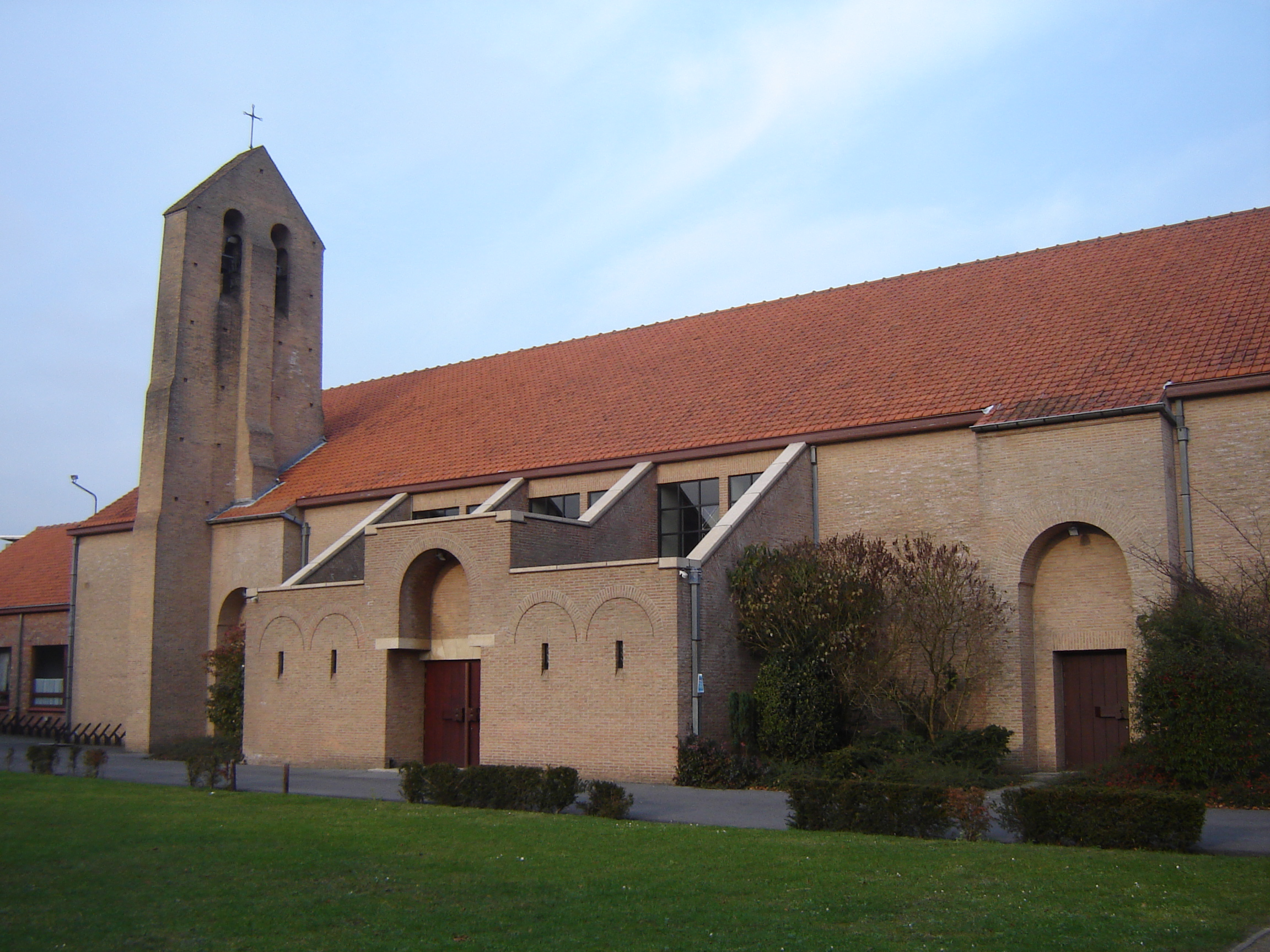
De Sint-Willibrorduskerk

In de nieuwe wijken werden nieuwe kerken gebouwd, zoals de Sint-Willibrorduskerk in 1957 en de Sint-Hubertuskerk (Blijmare) in 1978. Deze laatste werd afgebroken in oktober 2016.

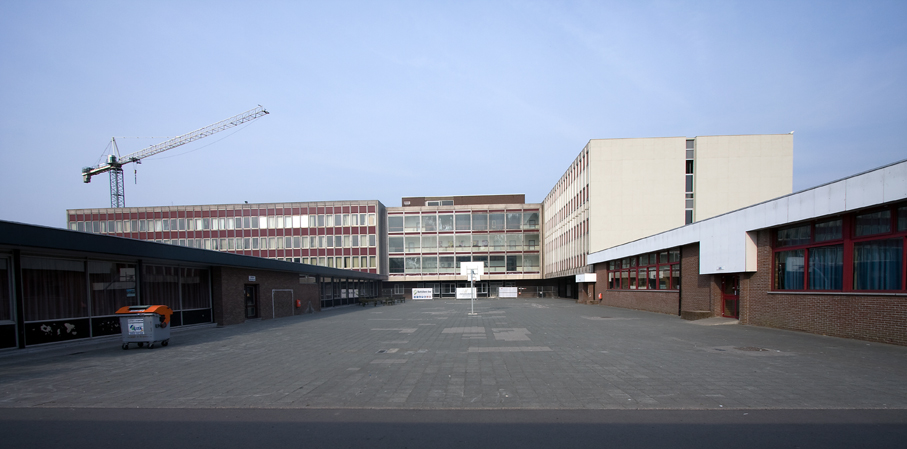
Het Sint-Lodewijkscollege

In de jaren 1960-1970 volgden eveneens een aantal grote bouwprojecten ten behoeve van het onderwijs. Zo werd onder andere in de Doornstraat in 1962 de middelbare school Onze-Lieve-Vrouw-Hemelvaart opgericht en werden in de Magdalenastraat de pesthuizen afgebroken om er op de vrijgekomen gronden in 1970 het Sint-Lodewijkscollege te bouwen.
De sociale huisvestingsmaatschappijen zorgden voor het volbouwen van bepaalde wijken. In de sociale wijk Eigen Heerd, aangelegd in 1958, werden verschillende woningen voor bejaarden en gezinnen gebouwd. De sociale wijk tussen de Legeweg, de spoorweg en de Hogeweg is in de jaren 1960-1970 tot stand gekomen. De gronden tussen de Gistelse Steenweg, ter hoogte van de basisschool Sint-Lodewijkscollege en de Zandstraat, werden in de jaren 1990 verkaveld. Nog tot op heden worden nieuwe verkavelingen en wijken met sociale woningbouw aangelegd.
In het noordoosten van Sint-Andries werd in de jaren 1960 een ruim bedrijventerrein aangelegd, gelegen aan snelle verbindingswegen (Bevrijdingslaan en Waggelwaterstraat), in de splitsing van de spoorlijnen naar Oostende en naar Blankenberge/Knokke: Waggelwater.
Sint-Andries, dat reeds deel uitmaakte van de Brugse agglomeratie, werd door de gemeentefusie van 1971 een deelgemeente van de stad Brugge.
Door de aanleg van de expresweg N31 in 1972-1973 werd Sint-Andries doormidden gesneden. In 1974-1975 werd het Olympiapark, een groot sportpark net ten westen van de Leopold III-laan, aangelegd. In het park werd onder meer een nieuw voetbalstadion voor Cercle en Club Brugge opgetrokken, het Olympiastadion (nu Jan Breydelstadion), alsook een olympisch zwembad. In 1981 vond de onteigening plaats van onder andere het kasteel "ter Wind" voor de bouw van een nieuw gevangeniscomplex. Het duurde echter tot 1991 voor het nieuw penitentiair complex, naar ontwerp van architect Axel Ghysaert, in gebruik kon genomen worden.

## Geografie
Geologisch gezien is de bodem van Sint-Andries samengesteld uit hoofdzakelijk fijn zand en wat klei aan het kanaal Brugge-Oostende. Daarom behoort ze geografisch tot Zandig Vlaanderen. De deelgemeente grenst ten noorden aan de polders, maar grotendeels vertoont het meer de kenmerken van het Houtland.
In het zuiden grenst Sint-Andries aan de Brugse deelgemeente Sint-Michiels en de gemeente Zedelgem, in het westen aan de gemeente Jabbeke, in het noorden aan de gemeente Zuienkerke en de Brugse wijken Kristus-Koning en Sint-Pieters-op-den-Dijk, en in het oosten aan het stadscentrum van Brugge.
Het zuidelijke deel van Sint-Andries is sterk bebost door de aanleg van grote park- en bosgebieden op het eind van de 18de en vooral in de 19de eeuw. Die situatie is te danken aan adellijke families die grote kasteeldomeinen bezaten, vaak met een continuïteit tot op vandaag en gebaseerd op het grondbezit van de oude Sint-Andriesabdij. Ook kloosters en abdijen met hun uitgestrekte gronden zorgden en zorgen nog steeds voor behoud van bos en groen. Daar waar onmiddellijk na de Tweede Wereldoorlog nogal wat domeinen werden verkaveld en bebouwd, werd in de jaren 1970, na de fusie van Groot-Brugge, een ander politiek gevolgd en werden grote domeinen (Beisbroek en Tudor) door de stad Brugge aangekocht. De provincie West-Vlaanderen had vroeger al het Tillegembos aangekocht.

### Wijken
Wijken en deelwijken in Sint-Andries:
- Hermitage
- Hoge Express
  - Lange Vesting
- Koude Keuken
  - Blijmare
  - Messem
  - Molendorp
- Olympia
- Sanderkwartier
  - Abdijbeke
  - Sint-Baafs
- Sint-Willibrord
  - De Galge
- Waggelwater

De buurt Sint-Andries-centrum situeert zich rond het punt waar de wijken Koude Keuken, Olympia en Sint-Willibrord elkaar raken.

## Bezienswaardigheden

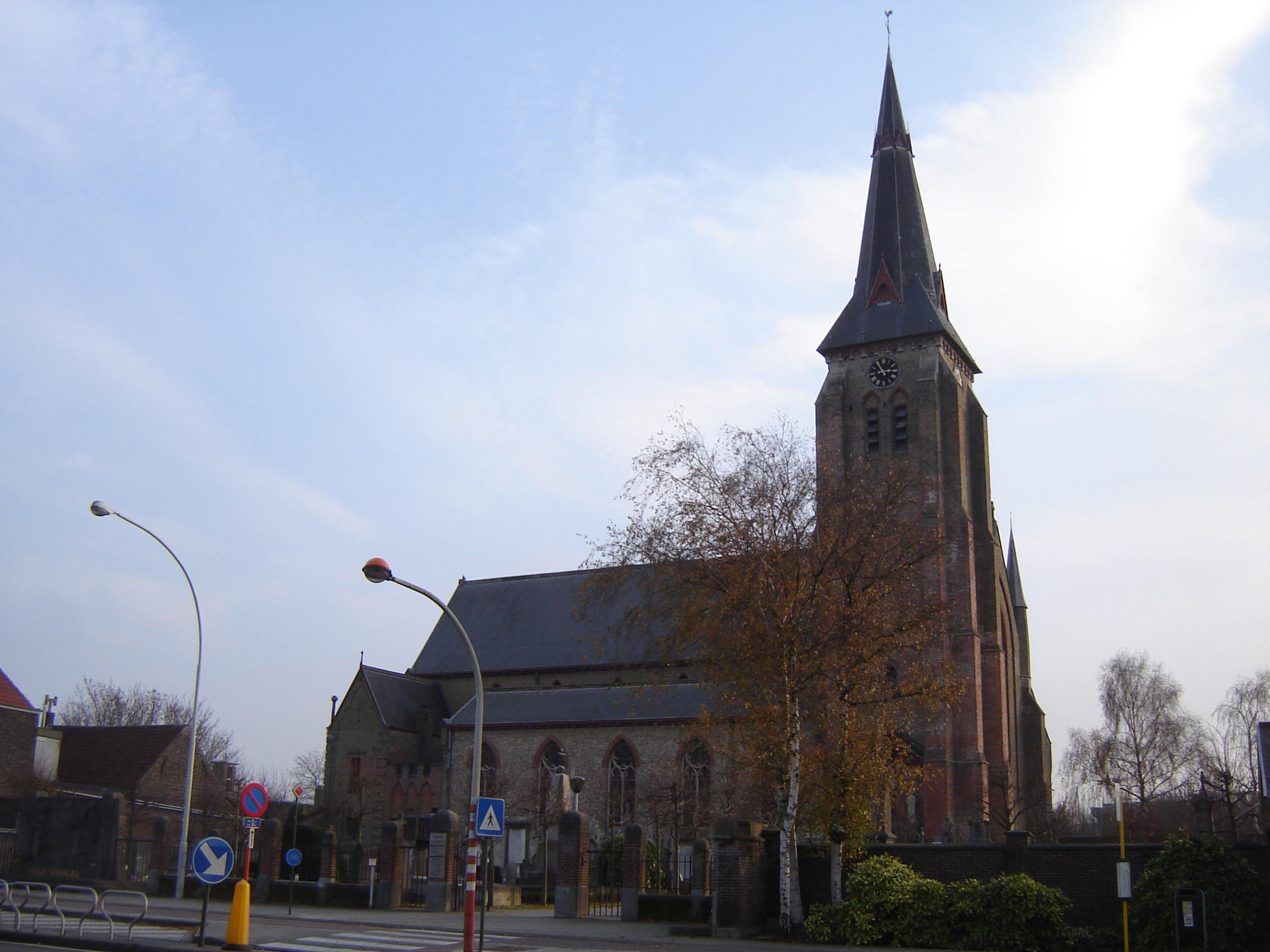
De Sint-Andries-en-Sint-Annakerk

- In het centrum staat de neogotische Sint-Andries-en-Sint-Annakerk (1870 en later). Op deze plaats bevond zich de oorspronkelijke Sint-Andriesabdij. De huidige Sint-Andriesabdij Zevenkerken bevindt zich enkele kilometers zuidelijker.
- In de wijk en parochie Sint-Baafs staat aan de Gistelse Steenweg de neoromaanse Sint-Baafskerk (1934)
- In de wijk De Galge bevindt zich de Sint-Willibrorduskerk (1957) van architect Albert Laloo die in 1980-1981 verbouwd werd.
- De kapel van Onze-Lieve-Vrouw van 't Boompje van 1665 bezit een wonderdadig beeld en een 18de-eeuws altaar van Pieter Pepers.
- Het kartuizerinnenklooster van Sint-Anna-ter-Woestijne.
- Kasteel Beisbroek
- Kasteel Koude Keuken
- Kasteel Ter Lucht
- Kasteel Pereboomveld
- Kasteel Bloemendale
- Kasteel Tudor
- Kasteel Norenburg
- Kasteel Foreest
- In de omgeving van de Zandstraat, dicht bij de Noordveldstraat, werden enkele Romeinse overblijfselen gevonden. Deze straat verbond Brugge met de kustlijn, die op dat moment ter hoogte van Oudenburg liep. Ook in Oudenburg zijn heel wat Romeinse artefacten gevonden.
- Het parkdomein Koude Keuken bevat, naast verschillende sportaccommodaties en lokalen van jeugdbewegingen, het uit de 14e eeuw daterende kasteel Cateline.
- Andere bosrijke domeinen zijn Beisbroek, met een kasteel en een volkssterrenwacht, en het domein Tudor.

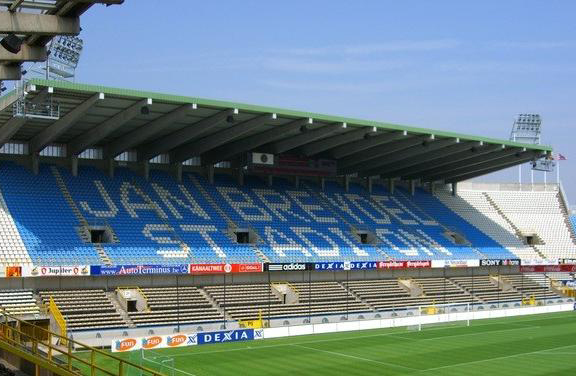
Het Jan Breydelstadion

## Sport en recreatie
In Sint-Andries bevindt zich het Jan Breydelstadion, de voetbaltempel waar Club Brugge en Cercle Brugge hun thuishaven hebben. De voormalige stadions van Club en Cercle, respectievelijk het Albert Dyserynckstadion en het Edgard De Smedtstadion, lagen ook in Sint-Andries. Naast het stadion ligt ook het polyvalent zwembadcomplex LAGO Brugge Olympia, het grootste zwembad in Brugge, dat als opvolger van het gesloopte Olympiabad onder meer beschikt over een olympisch topsportbad.

## Bestuurlijke instellingen en gevangenis
Tegenover het Jan Breydelstadion ligt Provinciehuis Boeverbos, het hoofdgebouw van het West-Vlaamse provinciebestuur.
Langs de expresweg N31 ligt de oude vrouwengevangenis Refuge, die nu dienstdoet als gesloten centrum voor uitgeprocedeerde asielzoekers. Dicht in de buurt, aan de Legeweg, ligt de huidige Brugse gevangenis.

## Geboren in Sint-Andries
- Ida Degrande (1910), atlete
- André Vermeulen (1955), VRT-journalist